# Кишивада
Кишивада (јап. 岸和田市) град је у Јапану у префектури Осака. Према попису становништва из 2005. у граду је живело 200.984 становника.

## Становништво
Према подацима са пописа, у граду је 2005. године живело 200.984 становника.
| 1995.   | 2000.   | 2005.   |
| ------- | ------- | ------- |
| 194.818 | 200.104 | 200.984 |